# 허수진
허수진은 대한민국의 기상캐스터로 경제TV 캐스터, 뉴스 아나운서, 라디오 DJ 등 다양한 직종에서 일한 경력이 있다.